# Aviari
|  | «Aviari» també pot ser un adjectiu que es refereix als ocells. |

Un  aviari  és una gran gàbia per tancar aus. Al contrari de les gàbies d'ocells, els aviaris permeten a les aus més espai per a volar. Aquests sovint contenen plantes i arbusts que aconsegueixen la simulació d'un hàbitat natural.

## Aviaris públics

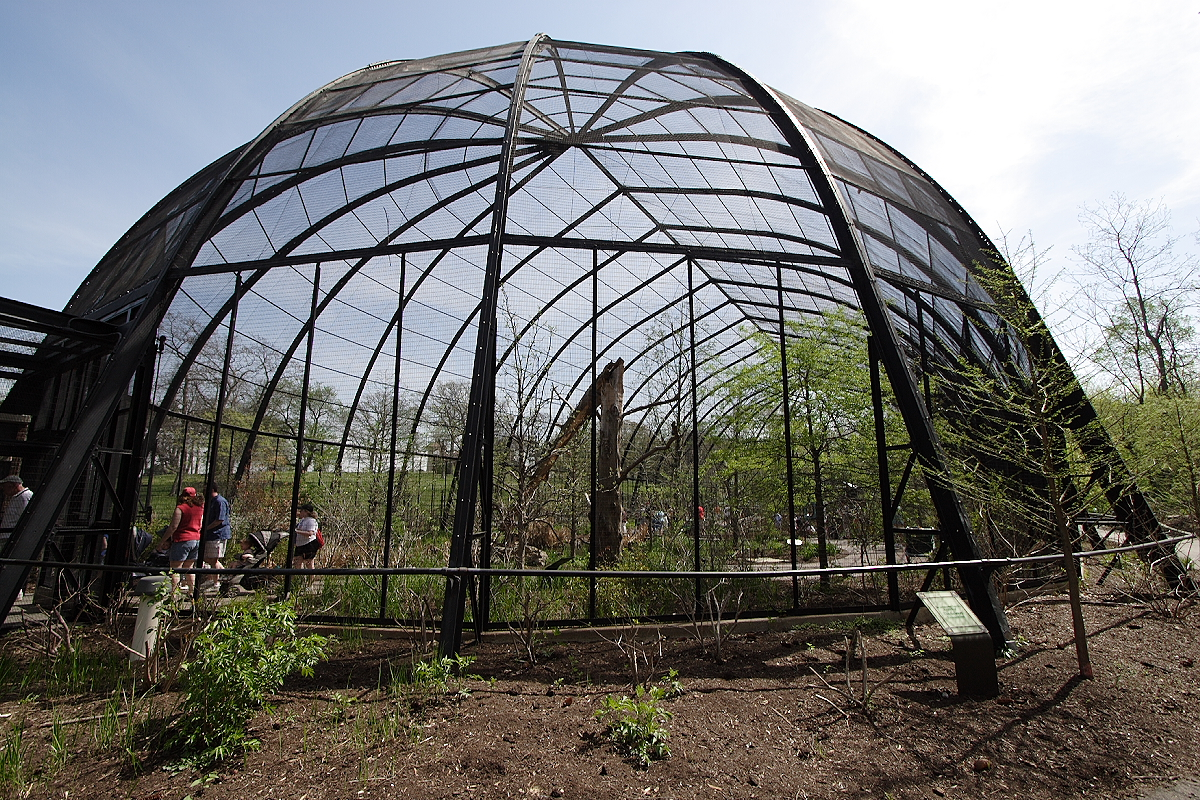
Aviari del Parc Zoològic de Sant Lluís.

Els aviaris públics són grans i es troben freqüentment en l'establiment d'un jardí zoològic (per exemple, el Zoològic de Londres i el Zoològic de San Diego). La ciutat de Pittsburgh és seu del National Aviary, l'aviari més gran en Estats Units, el National Aviary és un exemple d'un aviari no localitzat dins d'un zoològic. El primer aviari establert dins d'un zoològic va ser el del Zoològic de Rotterdam el 1880.
el 1904, es va fer l'aviari més gran mai construït. Aquest aviari és de 69,5 metres de llarg, 25,6 d'ample i de 15,25 d'alt. Va ser construït per a l'Exposició Universal de San Luis. L'aviari impulsar la construcció d'un zoològic en aquesta ciutat el 1910. Aquesta és una de les poques estructures que roman en bon estat de l'Exposició Universal de San Luis.

## Aviaris casolans

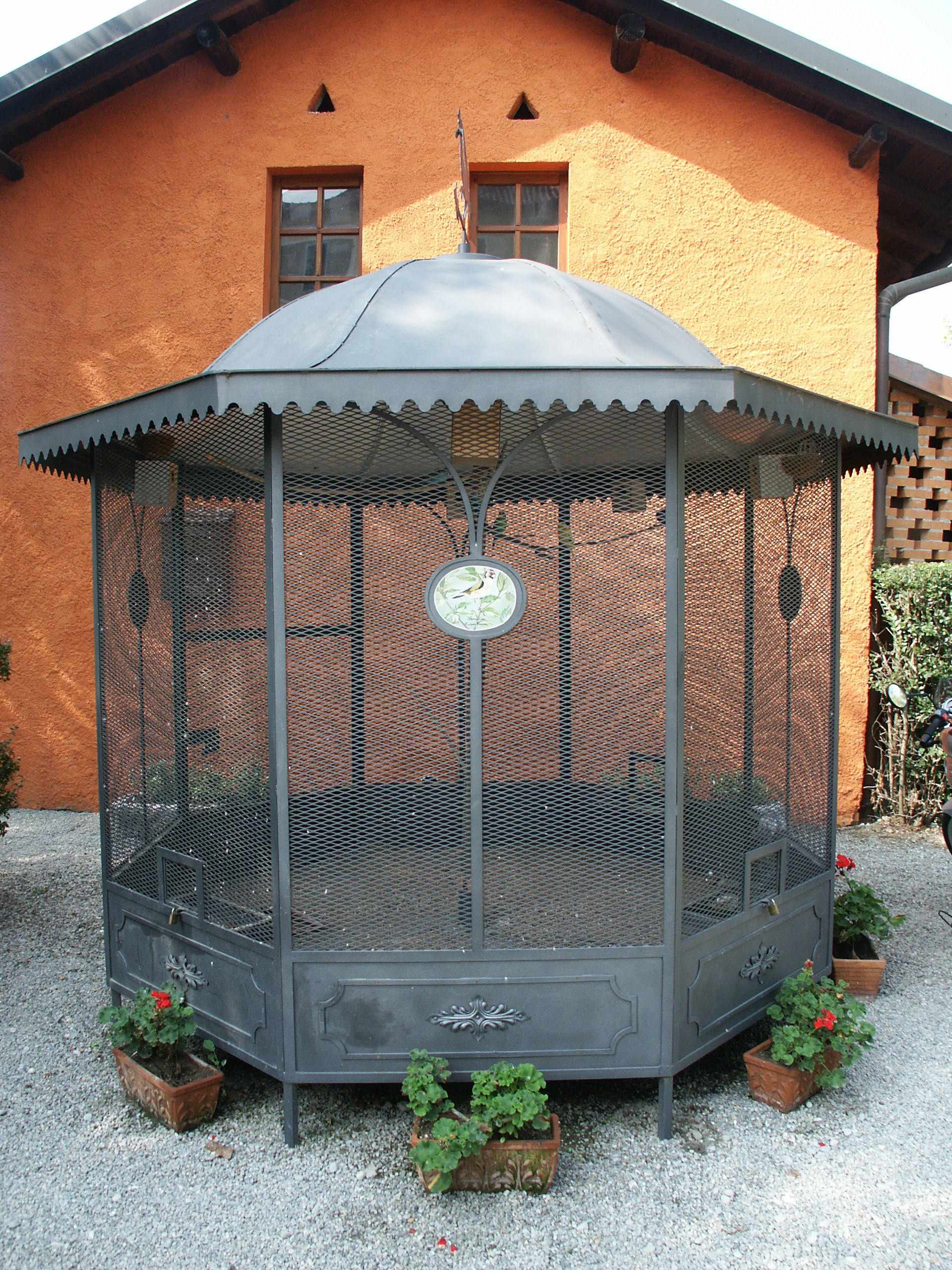
Un exemple d'un aviari comercial.

Els aviaris són populars entre aquells als que li agrada criar aus domèstiques procurant que tinguin espai. L'aviari casolà sol ser un producte de tipus "faci-ho vostè mateix", encara que n'hi ha també disponibles comercialment per encaixar en interiors i exteriors. Hi ha dues classes d'aviaris casolans: aviaris ferms i aviaris sostinguts. Els aviaris ferms estan fixats al pis amb una base de concret perquè no entrin rates i feristeles. Els aviaris sostinguts es componen de potes fixades al pis i, per tant, no necessiten una base. Molts aviaris ferms normalment mostren un treball de fusta o un marc de policlorur de vinil, al contrari dels aviaris públics que tenen marcs de metall; encara que els aviaris sostinguts poden tenir parts metàl·liques.

## Nota
1. ↑  Harry Howarth. Jaulas, aviarios y pajareras/ Cages and Aviaries.  Editorial HISPANO EUROPEA, 14 novembre 2008, p. 71–. ISBN 9788425518249 [Consulta: 4 juny 2011].